# Diplectrona obscura
Diplectrona obscura är en nattsländeart som beskrevs av Georg Ulmer 1930. Diplectrona obscura ingår i släktet Diplectrona och familjen ryssjenattsländor. Inga underarter finns listade i Catalogue of Life.